# Российский государственный архив военно-морского флота
Российский государственный архив военно-морского флота (РГА ВМФ, до 1992 года ЦГАВМФ) — государственный архив в городе Санкт-Петербурге.

## История
Создан в 1724 года как Архив Государственной Адмиралтейств-коллегии (впоследствии — Морского министерства).
С июня 1992 года — Российский государственный архив Военно-морского флота.
Главное здание на Миллионной улице построено по проекту архитектора М. Е. Месмахера в 1883—1887 годах для архива Государственного Совета. Памятник архитектуры федерального значения. Принадлежит архиву с 1926 года. В настоящее время в нём хранятся документы советского периода преимущественно до 1941 года. Документы следующих лет хранятся в ЦВМА, расположенном в Гатчине.
Второе здание архива находится по адресу: Серебристый бульвар, 24, корп. 1. В настоящее время в нём хранятся документы дореволюционного периода.

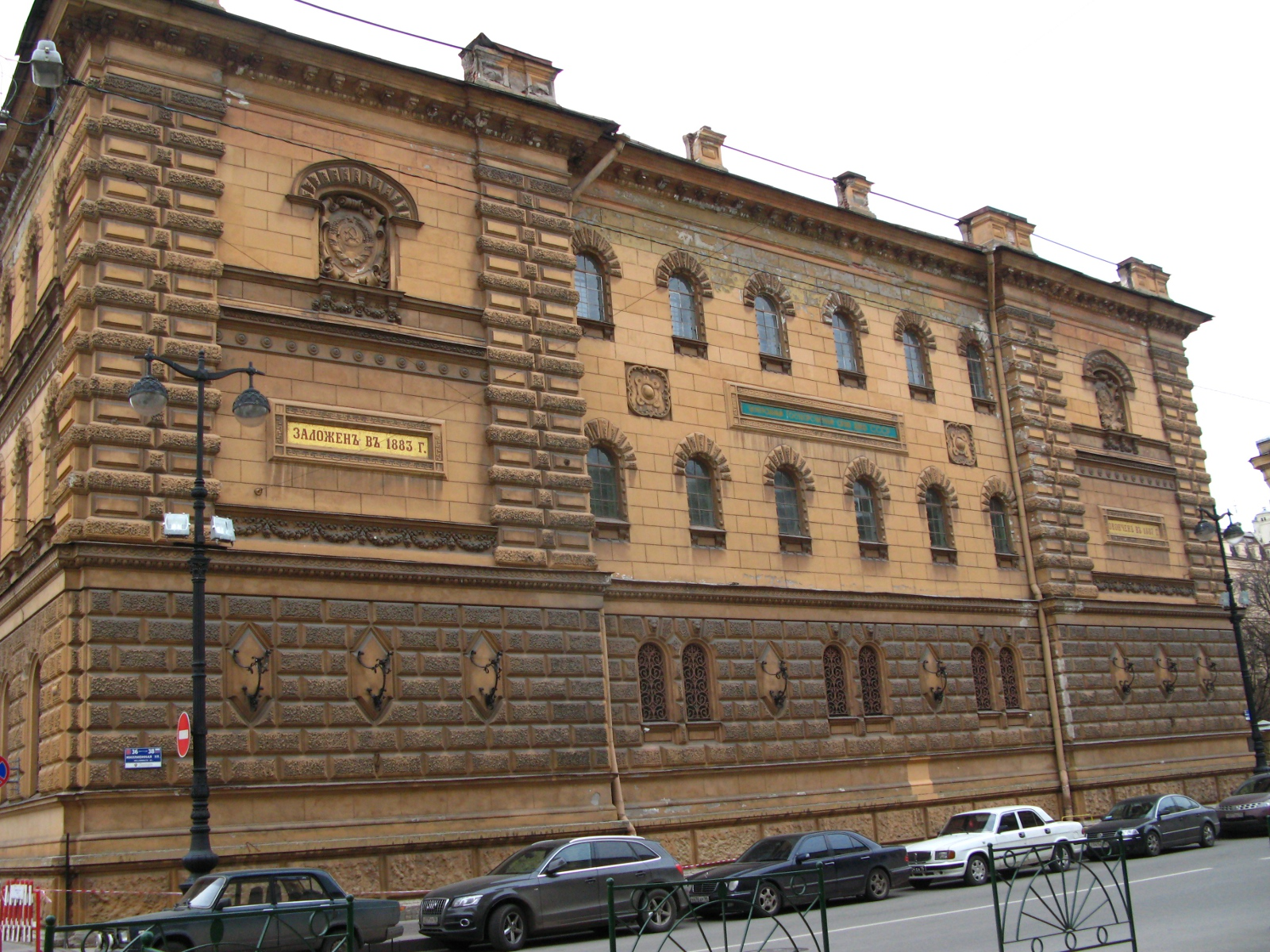
Главное здание. Фасад со стороны Миллионной улицы.
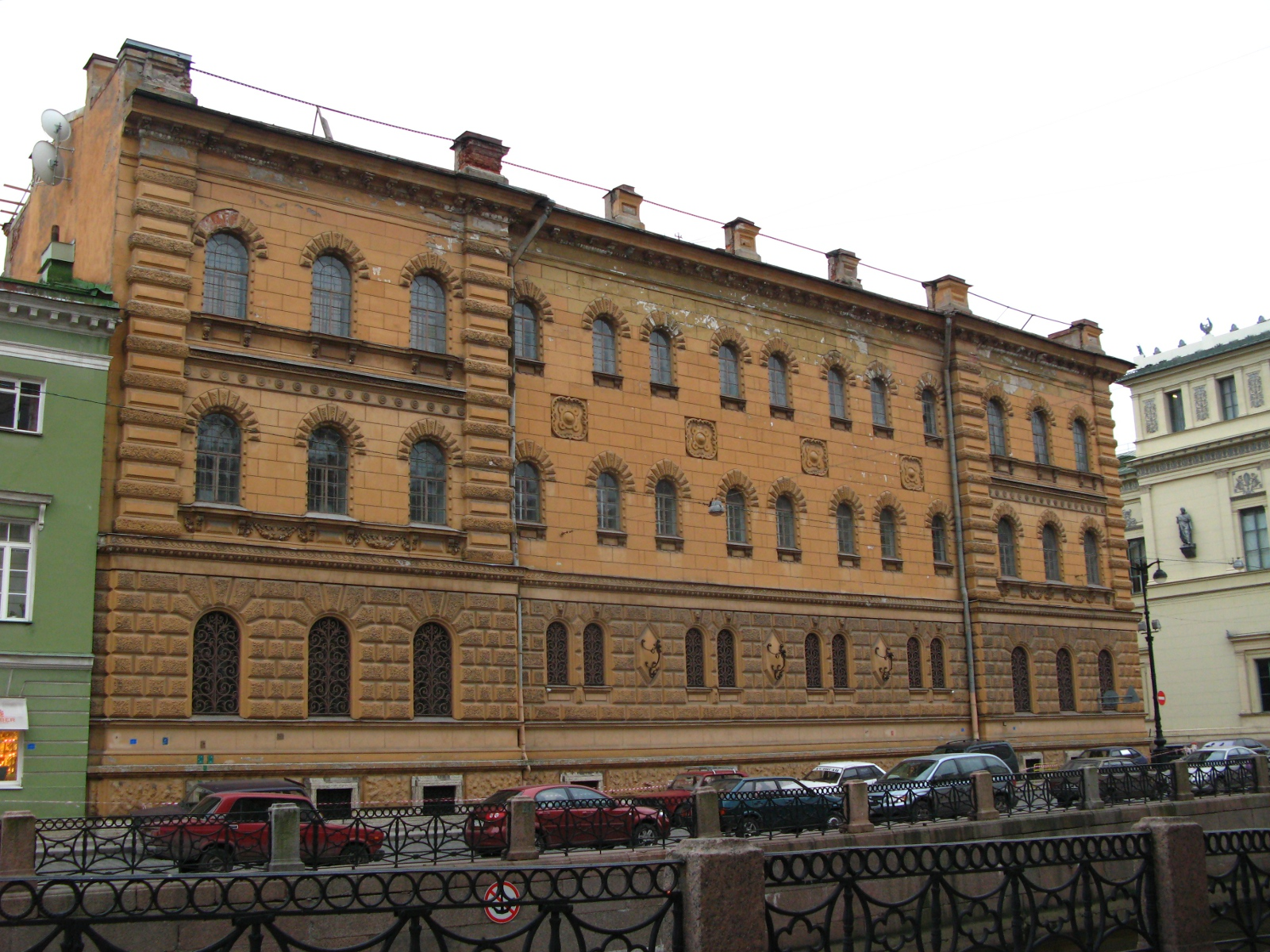
Главное здание. Фасад со стороны Зимней канавки.
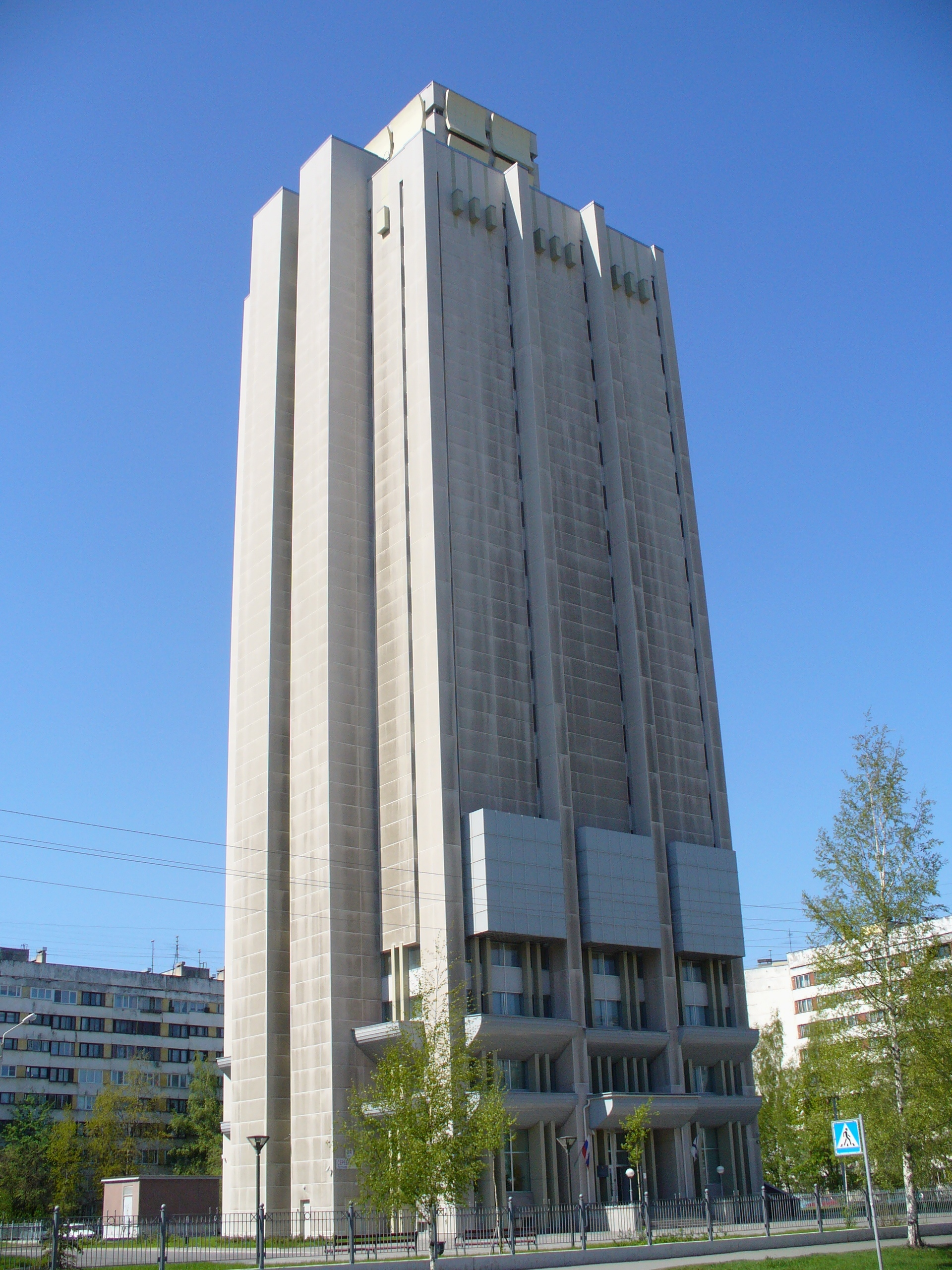
Здание архива на Серебристом бульваре.

## Награды
- Благодарность Президента Российской Федерации (24 января 2024 года) — за заслуги в развитии архивного дела и многолетнюю добросовестную работу[3]